# Wynford Eagle
Wynford Eagle – osada w Anglii, w hrabstwie Dorset, w dystrykcie (unitary authority) Dorset. Leży 14 km na północny zachód od miasta Dorchester i 192 km na południowy zachód od Londynu.